# Mauro di Parenzo
Mauro di Parenzo (III secolo – 305 circa) è stato un vescovo romano, primo vescovo di Parenzo. È venerato come santo dalla chiesa cattolica.

## Storia
Secondo la tradizione era di origine africana; fattosi monaco in giovane età, trascorse ben diciotto anni in un monastero. Recatosi a Roma in pellegrinaggio sulla tomba dell'apostolo Pietro, da lì si spinse fino in Istria a Parenzo, dove venne eletto primo vescovo della città.
Fu martirizzato durante l'ultima grande persecuzione di Diocleziano. Le sue spoglie furono sepolte in cimitero suburbano, ma vennero traslate nella Basilica Eufrasiana dal vescovo Eufrasio. Successivamente le reliquie furono portate a Roma nel VII secolo, al tempo di papa Giovanni IV (che era di origine dalmata), così da sottrarle al pericolo di profanazione da parte di Avari e Slavi. A Roma le reliquie di San Mauro sono ancora conservate all'interno della Basilica di San Giovanni in Laterano.